# Унікув-Подуховни
Унікув-Подуховни (пол. Uników Poduchowny) — село в Польщі, у гміні Злочев Серадзького повіту Лодзинського воєводства.
У 1975-1998 роках село належало до Серадзького воєводства.